# Eupithecia millierata
Eupithecia millierata är en fjärilsart som beskrevs av Otto Staudinger 1841. Eupithecia millierata ingår i släktet Eupithecia och familjen mätare. Inga underarter finns listade i Catalogue of Life.